# 팔의 피부 신경분포
팔의 피부 신경분포(cutaneous innervation of the upper limbs) 또는 상지 피부 신경분포는 특정 피부 신경을 통해 팔, 팔뚝, 손 등의 상지 피부 부위에 공급되는 신경을 말한다.

## 같이 보기
- 분절 신경분포
- 상호 신경지배
- 신경해부학에 대한 해부학 용어
- 다리의 피부 신경분포
- 상지
- 피부 신경분포
- 피부분절